# 気狂いピエロ (アルバム)
『気狂いピエロ』（きちがいピエロ）は、日本のバンドピエロのインディーズ初のアルバム。1994年12月24日発売。発売元はOFFICE A to Z(Zenit Music Factory)。

## 概要
旧「Dizy-Lizy」時代からのメンバーで制作された最初にして最後のアルバムである。
HIDEROWがヴォーカルであり、このアルバム制作後、彼はバンドから脱退する。キリトと潤のツインギターで、アイジとTAKEOはまだメンバーに加入していない。
「VANITY DANCE」と「Labyrinth」は、オムニバスアルバム『漆黒のシンフォニー』に収録されたもののリミックスバージョンである。
アルバムのタイトルは、ジャン＝リュック・ゴダールの映画『気狂いピエロ』より。

## 製作メンバー
- HIDELOW（ヒデロウ）：Vocal
- キリト：Guitar
- 潤（ジュン）：Guitar
- KOHTA（コータ）：Bass
- LUKA（ルカ）：サポートDrums

## 収録曲
1. プロローグ
  - 作曲：ピエロ
2. VANITY DANCE (Remix Version)
  - 作詞：HIDELOW 作曲：キリト
3. 気狂いピエロ
  - 作詞：HIDELOW 作曲：キリト
4. Labyrinth (Remix Version)
  - 作詞：HIDELOW 作曲：潤
5. Mother
  - 作詞：キリト 作曲：キリト

続編「MOTHER -Scene II-」が制作され、「HAKEN KREUZ」に収録された。
6. DUAL
  - 作詞：HIDELOW 作曲：潤
7. Sleep Or Dead
  - 作詞：キリト 作曲：キリト